# Uvelse Sogn
Uvelse Sogn er et sogn i Hillerød Provsti (Helsingør Stift).
I 1800-tallet var Uvelse Sogn anneks til Slangerup Sogn. Begge sogne hørte til Lynge-Frederiksborg Herred i Frederiksborg Amt. Begge sogne dannede selvstændige sognekommuner. Slangerup, der var tidligere købstad, dannede to: bykommunen og landsognet. Ved kommunalreformen i 1970 indgik både Slangerup Bykommune, Slangerup Landsogn og Uvelse i Slangerup Kommune, der ved strukturreformen i 2007 indgik i Frederikssund Kommune undtagen Uvelse, der efter afstemning kom til Hillerød Kommune.
I Uvelse Sogn ligger Uvelse Kirke.
I sognet findes følgende autoriserede stednavne:
- Bygvangen (bebyggelse)
- Edelgave (bebyggelse)
- Femhøj (bebyggelse)
- Langebjerg (areal)
- Lindholm (bebyggelse)
- Lindholm By (bebyggelse, ejerlav)
- Lystrup (bebyggelse)
- Lystrup By (bebyggelse, ejerlav)
- Lystrup Skov (areal, bebyggelse)
- Lystrupgård (landbrugsejendom)
- Uggeløse Skov (bebyggelse)
- Uvelse (bebyggelse)
- Uvelse By (bebyggelse, ejerlav)
- Uvelse Enghave (bebyggelse)